# Жълтоклюна гарга
Жълтоклюната гарга (Pyrrhocorax graculus), наричана още хайдушка гарга, е средноголяма птица от семейство Вранови. Обитава високите части на планините и затова в някои езици е наречена алпийска гарга. Среща се и в България, където е включена в Червената книга защитен вид.

## Описание
Има стройно телосложение и сравнително дълъг жълт клюн. По-едра е от кос, дължината на тялото е 36-39 cm. Размахът на крилете е 65-74 cm. Теглото ѝ е 250-350 г.
Леко лети и отдалеч се чува нейният характерен звук „клиюу..клиюу“, доста звънко и силно и съвсем неприлично на граченето на другите птици.
Прилича на червеноклюната гарга (Pyrrhocorax pyrrhocorax), като и двата вида имат гладка черна перушина и червени крака. Както името подсказва обаче, те се различават по цвета на клюна. Има сравнително по-дълга опашка от червеноклюната гарга, крилете са по-къси, по-малко правоъгълни и с по-заоблени ъгли.

## Разпространение
Живее във високите планински части на Южна Европа - Алпите, Пиренеите, Балканите, Кавказ, както и в Атласките планини в Северна Африка. Среща се още в Централна Азия и Индия. Обитава варовикови скали и жредла.

## Начин на живот и хранене
Храни се по високопланинските ливади, често на големи ята. Яде насекоми, други безгръбначни и семена през лятото и дребни безкостилкови плодове или остатъци от храна край лифтовете през зимата.

## Размножаване
Гнезди в дупки по скални ниши, пукнатини и тераски, но винаги на недостъпно място. Край морето гнезди по издатините на стръмните крайбрежни скали. Гнездото е грубо, от клечки.
Снася 3-5 яйца от май до юли. Има едно люпило годишно.